# Інга Жолуде
Інга Жолуде (латв. Inga Žolude) – латвійська письменниця, поетеса, перекладачка та критикиня, чиї твори перекладалися англійською, французькою, німецькою, чеською, шведською, угорською, польською, литовською, словенською  мовами. Членкиня Спілки письменників Латвії.

## Освіта та трудова діяльність
Інга Жолуде народилася 9 серпня 1984 року у м. Рига. По закінченню середньої школи, з 2002 по 2008 рік навчалася у Латвійському університеті, де здобула ступінь магістра з англійської філології.
У 2008-2009 роках вивчала англомовну літературу в університеті Південного Іллінойсу.
У 2015 році навчалася на факультеті гуманітарних наук Латвійського університету; захистила докторську дисертацію за темою «Сповідальна поезія в американській та латвійській літературах», отримавши ступінь доктора філологічних наук.
З 2004 по 2006 рік працювала у Будинку моди «Gints BUDE» на посаді керівниці відділу міжнародних відносин.
У 2006-2007 роках – керівниця проєкту в Асоціації освіти; у 2007-2008 – менеджерка проєктів у Центрі управління мистецтвом та інформацією.
З 2014 року І. Жолуде працює в Літературній Академії, обіймаючи посади керівниці майстер класу з прози та керівниці проєкту «Прозовий зошит».

## Літературна діяльність
Перший твір авторки – роман «Тепла Земля», був опублікований у 2008 році. В подальшому вийшли: збірка оповідань «Затишок для Адамового дерева» (2010), романи «Червоні діти» (2012), «Свята Біблія» (2013), «Вандейський лотос» (2021).
Інзі Жолуде також належать численні есе та переклади, зокрема поезії Філіпа Ларкіна та Роберта Кроуфорда.

## Премії
- Премія альтернативного журі конкурсу «Прозові читання» за повість «Червоні діти: хроніка», 2011[5];
- Літературна премія Європейського Союзу за збірку оповідань «Затишок для Адамового дерева», 2011[6];
- Щорічна культурна премія газети «Дієна» за повість «Червоні діти: хроніка», 2012[7];
- Премія конкурсу «Прозові читання» за повість «Будинок письменника», 2013[8];
- Премія конкурсу «Прозові читання» за оповідання для дітей «Розум», 2014[9].